# 庫里滕加省
庫里滕加省（法語：Kouritenga）是布基納法索中東大區北部的一個省，面積2,622平方公里。2006年人口330,342人。首府庫佩拉。
本區下轄九縣。